# Physaria alpestris
Physaria alpestris är en korsblommig växtart som beskrevs av Wilhelm Nikolaus Suksdorf. Physaria alpestris ingår i släktet Physaria och familjen korsblommiga växter. Inga underarter finns listade i Catalogue of Life.